# Arierlagarna
Arierlagarna är en sammanfattande, populär beteckning på en rad lagar i det nationtalsocialistiska Tyskland i syfta att undertrycka och hålla nere statsmedlemmar, som inte var av ”tyskt eller besläktat blod”, i praxis judarna.
Redan 1933 fastslogs tyska folkets genom blodet bestämda gemenskap som ett högsta värde, som med alla medel måste skyddas. Genom en lag av den 7 april 1933 förbjöds envar ”icke-arier” i allmänhet att vara statstjänsteman. Ingen sådan fick vid risk för avsked gifta sig med ”icke-arier”. Enligt en lag av den 29 september 1933 fick ingen, som ej hade rent ”arisk” härstamning alltifrån år 1800 äga jord.
De kanske mest karakteristiska lagarna var ”riksborgarlagen” och ”lagen till skydd för det tyska blodet och den tyska äran”, båda av den 15 september 1935. Enligt den förra var tyska judar ej medborgare i riket, utan endast statsmedlemmar. De hade t. ex. ej rösträtt och fick ej använda riksflaggan. Enligt den senare, tämligen svårtolkade och invecklade lagstiftningen, ville man förebygga allt, som kunde sätta rasens renhet i fara.
Med stränga straff förbjöds äktenskap mellan deutschblütige eller ”arier” och judar, det vill säga enligt lagen personer med mer än en judisk ana i andra led. I vissa fall kunde dispens ges. Däremot var tyskar av judisk börd oförhindrade att gifta sig med utländska ”arier”. Även varje form av utomäktenskaplig förbindelse var straffbelagd, liksom försök eller förberedelse till detta.
Genom andra lagar blev tyska judar uteslutna från en rad sysslor i offentlig och enskild tjänst. De utestängdes från krigsmakten och arbetstjänsten, de fick ej utöva verksamhet som läkare, journalister, advokater och i stor utsträckning ej heller arbeta inom handel och hantverk, de förbjöds äga eller framföra personbil och motorcykel. 